# Fairfield (Teksas)
Fairfield je grad u američkoj saveznoj državi Teksas. Prema popisu stanovništva iz 2010. u njemu je živjelo 2.951 stanovnika.